# تاریخ آلاسکا

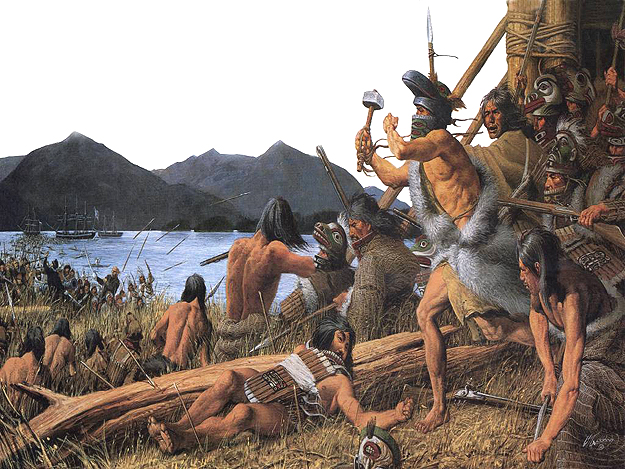
نگاره‌ای از نبرد سرخ‌پوستان سیتکا در آلاسکا با مهاجران روسی در ۱۸۰۴ میلادی

تاریخ آلاسکا از دوره‌های مختلفی از جمله دوران بومیان، حاکمیت روسیه، خرید آن توسط ایالات متحده و در نهایت تبدیل آن به یکی از ایالت‌های ایالات متحده تشکیل شده است. هر دوره از تاریخ این منطقه، تأثیرات عمیقی بر فرهنگ، اقتصاد و سیاست آن داشته است.
آلاسکا پیش از ورود اروپاییان، خانهٔ مردمان بومی مختلفی بود که هزاران سال در این منطقه زندگی می‌کردند. از جمله این اقوام می‌توان به قبایل اینوئیت (اسکیمو)، آتاباسکی، هایدا و تسیمشی اشاره کرد. این جوامع بومی از طریق شکار، ماهیگیری و جمع‌آوری گیاهان معیشت خود را تأمین می‌کردند و فرهنگ‌های منحصربه‌فردی داشتند که در هنر، زبان و آیین‌هایشان نمود پیدا می‌کرد.
نخستین اروپاییانی که به آلاسکا رسیدند، روس‌ها بودند. در سال ۱۷۴۱، ویتوس برینگ، کاشف دانمارکی که در خدمت امپراتوری روسیه بود، با کشتی به سواحل آلاسکا رسید. این اکتشاف باعث افزایش توجه روس‌ها به منطقه شد. روسیه در ادامه، پست‌های تجاری متعددی برای تجارت خز تأسیس کرد که مهم‌ترین آن در منطقه کودیاک بود.
از میانه‌های سدهٔ هجدهم تا میانه‌های سدهٔ نوزدهم، آلاسکا تحت کنترل روسیه قرار داشت. شرکت روسی-آمریکایی، که یک شرکت تجاری قدرتمند در آن زمان بود، بر تجارت خز در منطقه تسلط داشت. روس‌ها همچنین چندین سکونتگاه دائمی ایجاد کردند که از جمله آن‌ها می‌توان به شهر سیتکا اشاره کرد که به مرکز اداری مستعمره تبدیل شد.
در سال ۱۸۶۷، ایالات متحده آلاسکا را به قیمت ۷٫۲ میلیون دلار از روسیه خریداری کرد. این معامله که به «خرید آلاسکا» مشهور شد، توسط ویلیام سیوارد، وزیر امور خارجه ایالات متحده، ترتیب داده شد. در آن زمان، برخی از آمریکایی‌ها این معامله را به عنوان «حماقت سیوارد» تلقی کردند، زیرا ارزش اقتصادی آلاسکا ناشناخته بود.
اهمیت اقتصادی آلاسکا پس از کشف طلا در دهه ۱۸۹۰ بیشتر نمایان شد. هجوم جویندگان طلا به منطقه یوکان، جمعیت آلاسکا را افزایش داد و شهرهایی مانند نوم توسعه یافتند. به تدریج، منابع طبیعی دیگری مانند نفت و گاز طبیعی کشف شد که به رونق اقتصادی ایالت کمک کرد.
در ۳ ژانویه ۱۹۵۹، آلاسکا به عنوان چهل‌ونهمین ایالت ایالات متحده پذیرفته شد. تبدیل آلاسکا به ایالت باعث شد تا این منطقه از نظر سیاسی و اقتصادی اهمیت بیشتری پیدا کند. این ایالت به دلیل منابع طبیعی فراوان و موقعیت راهبردی خود، نقش مهمی در امنیت ملی ایالات متحده ایفا می‌کند.
در دهه‌های اخیر، آلاسکا به دلیل صنایع نفت، ماهیگیری و گردشگری، رشد اقتصادی چشمگیری داشته است. خط لوله سراسری آلاسکا، که در دهه ۱۹۷۰ ساخته شد، نقشی حیاتی در انتقال نفت از میادین نفتی شمال ایالت به بنادر جنوبی ایفا کرده است. این خط لوله به توسعه اقتصادی و ایجاد شغل برای ساکنان محلی کمک کرده است.
نام آلاسکا از واژهٔ آلیوتی Alaxsxaq (که به صورت Alyeska نیز نوشته می‌شود) گرفته شده که به معنای «خاک اصلی» (یا به‌طور تحت‌اللفظی: «جایی که دریا به آن می‌کوبد») است.

## جزئیات

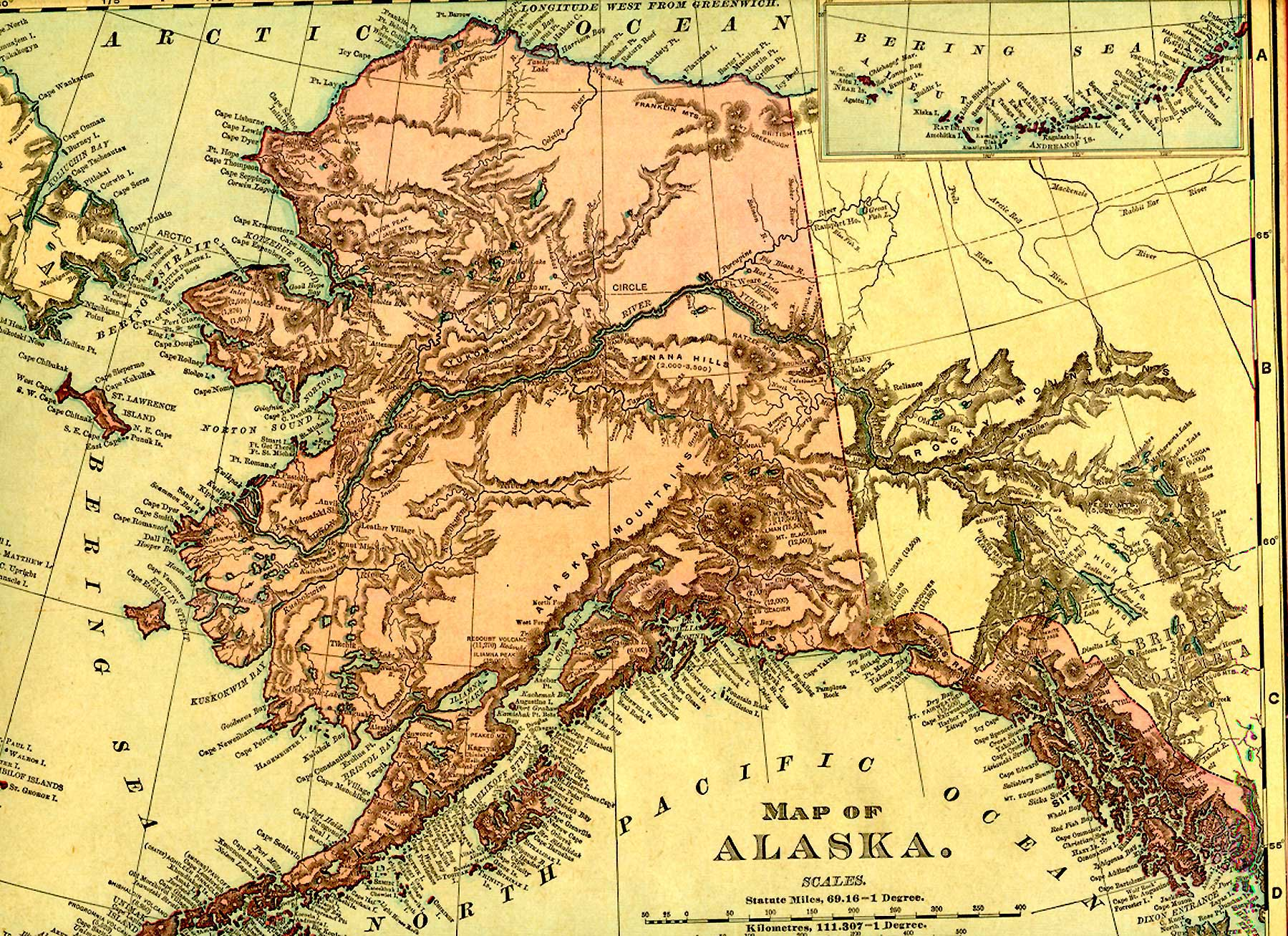
آلاسکا در سال ۱۸۹۵ (رند مک‌نالی). مرز جنوب‌شرقی آلاسکا همان مرزی است که ایالات متحده قبل از اتمام اختلاف مرزی آلاسکا ادعا می‌کرد.

تاریخ آلاسکا به دوران پارینه‌سنگی زبرین (حدود ۱۴۰۰۰ پس از میلاد) بازمی‌گردد، زمانی که گروه‌های شکارچی-گردآورنده از طریق برینگیا به منطقه‌ای که اکنون آلاسکا نامیده می‌شود، وارد شدند. در زمان تماس اروپاییان با کاوشگران روسی، این منطقه توسط گروه‌های بومیان آلاسکا سکونت داشت. 
ایالات متحده در سال ۱۸۶۷ آلاسکا را از روسیه خریداری کرد. در دهه ۱۸۹۰، تب طلا در آلاسکا و یوکان نزدیک، هزاران معدنچی و مهاجر را به این منطقه کشاند. در سال ۱۹۱۲، آلاسکا به عنوان قلمرویی از ایالات متحده شناخته شد.
در سال ۱۹۴۲، دو جزیره از جزایر آلیوتی — جزیره آتو و کیشکا  — در جریان تصرف کیشکا توسط ژاپن در جنگ جهانی دوم اشغال شدند و نبرد جزایر آلیوتی به موضوعی با افتخار ملی تبدیل شد. ساخت پایگاه نظامی‌ها به افزایش جمعیت برخی از شهرهای آلاسکا کمک کرد.
در ۳ ژانویه ۱۹۵۹، آلاسکا به عنوان یک ایالت ایالات متحده پذیرفته شد.
در سال ۱۹۶۴، زمین‌لرزه ۱۹۶۴ آلاسکا که یک زمین‌لرزه عظیم بود، ۱۳۱ نفر را کشت و چندین روستا را با خاک یکسان کرد.
کشف نفت در سال ۱۹۶۸ در پرودو بی، آلاسکا و تکمیل خط لوله سراسری آلاسکا در سال ۱۹۷۷ منجر به رونق نفتی در این منطقه شد. در سال ۱۹۸۹، اکسان والدز به یک صخره در پرینس ویلیام ساوند برخورد کرد و نفت خام زیادی را در سواح ریخت. امروزه، نبرد بین فلسفه‌های توسعه و حفاظت در بحث‌های جنجالی دربارهٔ حفاری نفت در پناهگاه ملی حیات وحش شمالگان مشاهده می‌شود.

## پیشاتاریخ آلاسکا

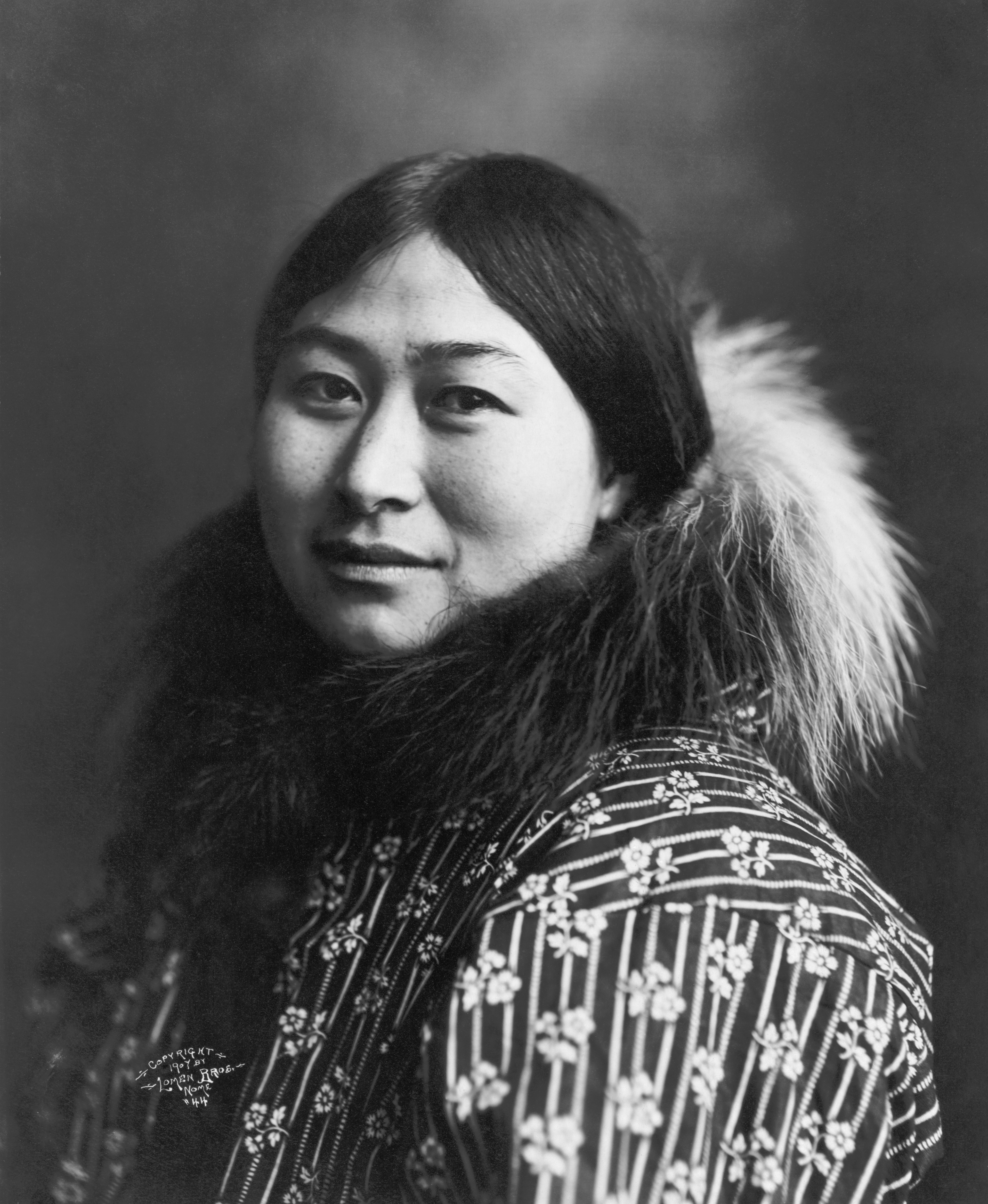
یک زن اینوپیاک، ن.م، c. 1907

خانواده‌های دوران پارینه‌سنگی پیش از ۱۰۰۰۰ سال پیش از میلاد از طریق برینگیا به شمال غربی آمریکای شمالی مهاجرت کردند (نگاه کنید به اسکان قاره آمریکا). آلاسکا با ورود اینوئیت‌ها و گروه‌های مختلفی از سرخ‌پوستان ایالات متحده آمریکا جمعیت یافت. امروزه، بومیان اولیه آلاسکا به چندین گروه اصلی تقسیم می‌شوند: سرخ‌پوستان ساکن در سواحل جنوب شرقی (شامل تلینگیت، هایدا و تسیمشی)، آتاباسکی، آلیوت‌ها و دو گروه اسکیموها یعنی اینوپیات و یوپیک.
مهاجران ساحلی از آسیا احتمالاً نخستین موج انسانی بودند که از پل زمینی برینگ به آلاسکای غربی عبور کردند و بسیاری از آن‌ها ابتدا در داخل آنچه اکنون کانادا نامیده می‌شود، ساکن شدند. تلینگیت‌ها پرجمعیت‌ترین این گروه بودند و تا زمان تماس اروپاییان، بیشتر سواحل جنوب شرق آلاسکا را در اختیار داشتند. آن‌ها شمالی‌ترین گروه از فرهنگ‌های پیشرفته مردم بومی ساحل شمال غربی اقیانوس آرام بودند که به دلیل هنر پیچیده، سیستم‌های سیاسی و نظام آیینی و قانونی معروف به پوتلاچ مشهور هستند. بخش جنوبی جزیره پرنس ولز توسط هایداها، که از آزار و اذیت هایداهای دیگر در جزایر کوئین شارلوت (که اکنون هایدا گوای نامیده می‌شوند و بخشی از بریتیش کلمبیا) فرار کرده بودند، اشغال شد.
آلیوت‌ها تقریباً ۱۰ هزار سال پیش جزایر زنجیره آلیوتی را سکونت دادند.
شیوه‌های فرهنگی و معیشتی میان گروه‌های بومی که در سراسر فاصله‌های جغرافیایی وسیع پراکنده بودند، به‌طور گسترده‌ای متفاوت بود.

## ورود روس‌ها
پتر کبیر، تزار روسیه، در ۱۷۲۵ میلادی، ویتوس برینگ، دریانورد دانمارکی را که در خدمت روسیه بود مأمور کرد تا حدود کرانه‌های شمال شرقی روسیه را کشف و مشخص نماید. برینگ در دومین سفر پژوهشی خود، در سال ۱۷۴۱ م به سرزمینی رسید که امروزه آلاسکا نامیده می‌شود. هنگامی که نخستین اروپایی‌ها به جستجوی مسیری میان اقیانوس اطلس و اقیانوس آرام در شمال پرداختند ۳ قوم اسکیموها، آلئوت‌ها و سرخ‌پوستان در سرزمین قطبی آلاسکا ساکن بودند. در سال ۱۷۴۱ میلادی روس‌ها پرچم خود را در این مجمع الجزایر وسیع که آلاسکا نامیده می‌شد برافراشتند. چند سال بعد، شکارچیان بالن و تاجران پوست در منطقه مستقر شده و یک بازار در جزیره کودیاک در سال ۱۷۸۴ میلادی ایجاد کردند. با کشف طلا سیل مهاجران به منطقه سرازیر شد و توجه آمریکایی‌ها به این سرزمین ثروتمند جلب گردید. دولت ایالات متحده برای فروش آلاسکا روسیه تزاری را تحت فشار گذاشت.

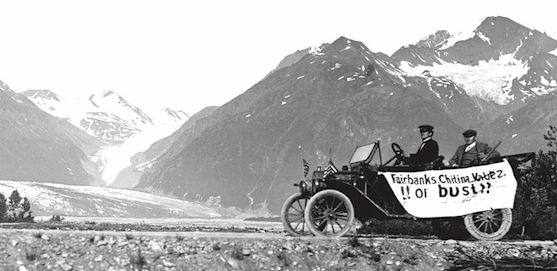
نخستین اتومبیل بر روی نخستین بزرگراه آلاسکا در ۱۹۱۳

در سال ۱۸۶۷ میلادی، آمریکا سرزمین آلاسکا را به مبلغ ۷٫۲ میلیون دلار از قرار هر جریب فرنگی دو سنت از روسیه خرید. بسیاری از مردم آمریکا از این ولخرجی ناراضی بودند اما پس از کشف معادن طلا و مس در این سرزمین نظر مردم تغییر کرد و عدهٔ بیشماری برای بهره‌برداری از این‌گونه منابع طبیعی به آلاسکا رفتند. آلاسکا در جنگ جهانی دوم به سبب اینکه نزدیک‌ترین بخش قاره آمریکا به آسیا است، اهمیت نظامی خاصی یافت. این سرزمین در سوم ژانویه ۱۹۵۹ چهل و نهمین ایالت آمریکا شناخته شد.

## گاه‌شمار برخی وقایع مهم آلاسکا
۱۹۱۲: آتشفشان کاتمای (در زبان محلی ناواروپتا) به ارتفاع ۲۰۴۸ متر واقع در پارک ملی کتمای فوران کرد و تا ۱۰۰ مایل اطراف خود را در حدود ۴ متر خاکستر پوشاند و آسمان آلاسکا را از سیاهی و تاریکی فراپوشاند.
۱۹۱۷: بنابر تصویب کنگره آمریکا پارک ملی مک کینلی به رسمیت شناخته شد. این مکان دارای حیات وحشی تماشایی نظیر گوزن آمریکای شمالی، خرسهای خاکستری، گرگ و غیره است، و دارای بزرگ‌ترین کوه قاره آمریکای شمالی می‌باشد.
۱۹۶۴: بزرگ‌ترین زمین لرزه تاریخ تا آنزمان در آلاسکا رخ داد به مقیاس ۸٫۴ ریشتر (هنگام بازنگری در ۱۹۷۷ اعلام شد که ۹٫۲ ریشتر بوده) که باعث ایجاد یک تسونامی عظیم در جنوب غربی آلاسکا به سمت جزایر کوریل در روسیه و ژاپن شد که ارتفاع این امواج تا ۵۰ متر گزارش شد.

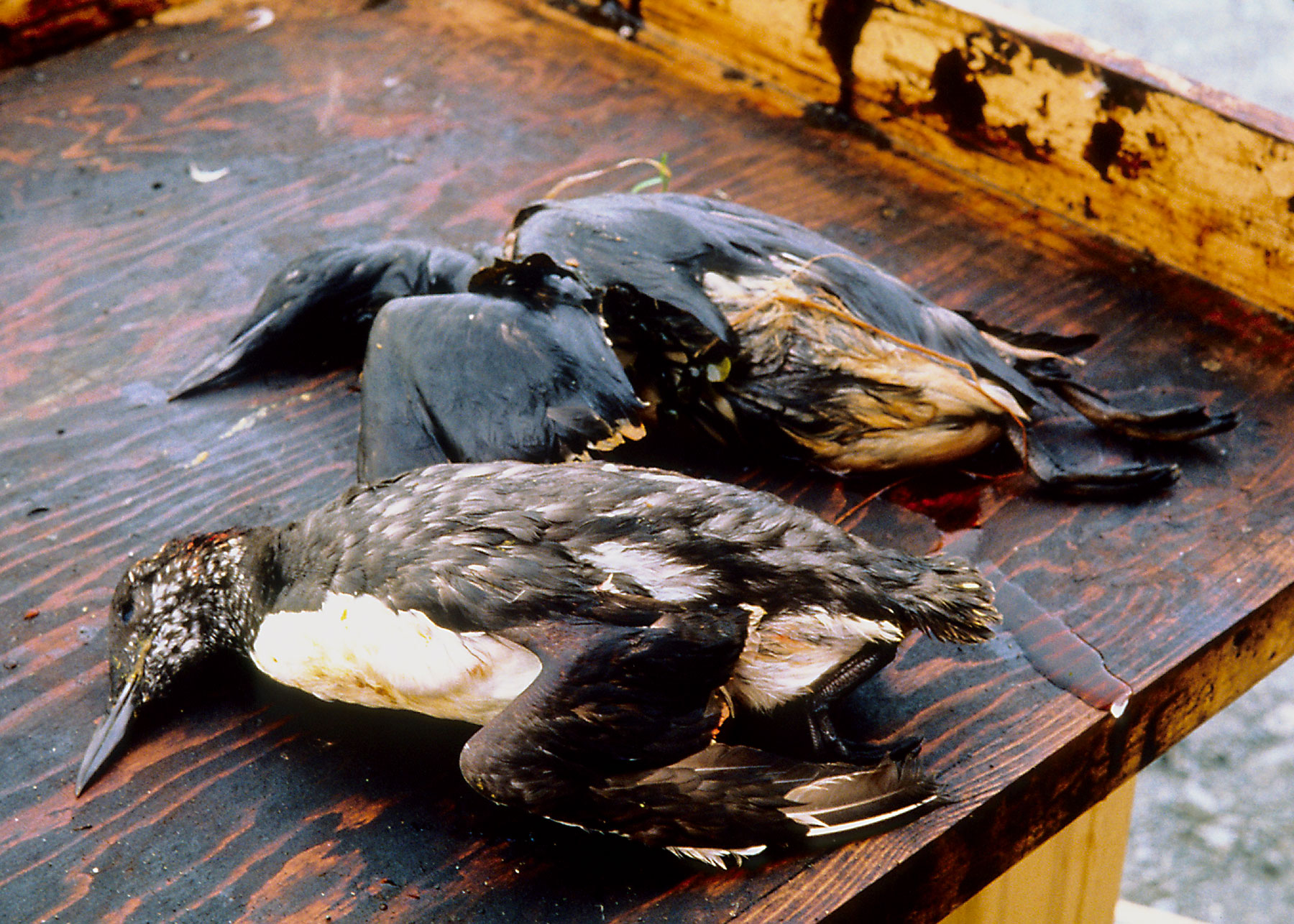
پرندگان مرده به‌دنبال حادثه نفتی ۱۹۸۹

۱۹۸۹: یک تانکر شرکت نفتی اکسون والدز با ۱٫۲۶ میلیون بشکه نفت در پایانه شمالی خطوط نفتی آلاسکا در ۲۴ مارس ۱۹۸۹ به گل نشست. به ناچار برای رهایی کامل نفتکش ۲۴۰ هزار (۲۶۰ هزار هم گفته شده) بشکه نفت در پرینس ویلیام سوند رها شد. این منطقه یک منطقه غنی از سمور آبی، وال (نهنگ‌ها)، بالن‌های دریایی (گراز دریایی، ملوانانی که ماهی صید می‌کردند و ماهی بود. مساحتی در حدود ۱۷۷۰ کیلومتر مربع را این آلودگی دربر گرفت و سالها طول کشید تا بتوانند تمامی آلودگی را پالایش کنند. هزاران پرنده و پستاندارهای دریایی و ماهی در این فاجعه محیط زیستی تلف شدند.
بعدها معلوم شد خطای مسلم از ناخدای تانکر بوده، و تانکر از حد مجاز برای به گل ننشستن فراتر رفته بود و این فاجعه محیط زیستی را به بار آورد که بدترین نمونه در تاریخ آمریکا لقب گرفت. شرکت اکسون و کمپانی سرویس خطوط لوله‌کشی آلاسکا به پرداخت جریمه‌ای سنگین محکوم شدند.